# Raffaele Sorrentino
Raffaele Sorrentino (Catanzaro, 8 gennaio 1980) è un giocatore di poker italiano.

## Poker
Sorrentino è il primo e unico italiano ad aver vinto un Main Event del giovane PokerStars Championship, vincendo la quarta tappa di Monte Carlo per una prima moneta pari a € 466.714.
A novembre 2022, il totale delle sue vincite nei tornei live si attesta pari a $2,281,558, di cui $8,473 vinti alle WSOP.